# Volta Scirocco
Pour les articles homonymes, voir Volta.
Volta Scirocco est un barrage mobile en aval du fleuve Reno près de Ravenne, région d’Émilie-Romagne, au sud du Delta du Pô en Italie.

## Géographie
Le barrage mobile (ou transversale) de Volta Scirocco se trouve dans le cours inférieur du Reno entre le centre habité de Sant'Alberto (RA) au sud des Valli di Comacchio et la route d'état 309 Romea, à une distance d’environ 9 km de l’embouchure.
Ce barrage mobile rend possible la dérivation du fleuve par gravité dans un canal artificiel vers Ravenne, au bénéfice d’une pluralité d'usages ; soit dans le domaine agricole (Consortiums de bonification de la Romagne occidentale et de la Romagne centrale), soit dans celui industriel (Polymères Europe, Cereol ; Eridania) et la production d'eau potable  (Nouvelle installation de d’épuration et de traitement de Ravenne).
La section peut être considérées comme la fin du bassin du Reno ; il n'y a pas en effet, d’autres dérivations dans le bref tronçon situé en aval, qui ne ressent fortement de la proximité de la mer en termes soit de salinité des eaux, soit de marées.
Situé en correspondance d'une vieille anse ou Volta del Primaro toujours existant, dans un bassin artificiel long de 800 m et large de 100, dans lequel le fleuve a été incorporé une fois la construction achevée, le barrage est érigé sur les limites méridionales des marais de Comacchio sur une zone de grand beauté et d’importance ethnologique certaine.

## Description de la transversale
La transversale fluviale de Volta Scirocco longue d’environ 120 m, réalisée par le Consortium pour le Canal Émilien Romagnol (C.E.R) dès 1955, est constituée essentiellement de cinq grandes piles en alvéole, surmontées chacune par deux montants latéraux de 3 m d’épaisseur, déterminant 5 portiques d'une ampleur de 18 mètres chacun, dans lesquels sont logés les mécanismes de régulation, de guidage et les pantographes.
Du sommet des piles, à la cote de 6,80 m, les portiques se détachent vers la haut jusqu'à la hauteur de 15,65 m.
Un complexe de 1 400 poteaux (1 poteau chaque 2 m2) enfoncés à la profondeur de 24 m sous le niveau de la mer, forme la plate-forme dont l’extrados est à –3 m sous le niveau de la mer.

## Organe de régulation
Les organes préposés à la régulation, réalisés en charpente métallique, sont constitués, pour chacune des 5 lumières de 18 m, et comprennent chacun  :
- une grande vanne à secteur, qui en position de fermeture totale détermine un battant de 4,5 m sur le fond (de la cote d'extrados de la plate-forme à -3 m, jusqu'à cote +1,5 m), pendant qu'en position de soulèvement complet, il laisse l'écoulement complètement libre jusqu'à la cote 5,5 m ;

- une vanne à volet, montée sur la génératrice supérieure de la vanne à secteur, en mesure d'augmenter de la hauteur de retenue d’eau de 1,5 m.

L'écoulement de l'eau peut se produire par le dessous (à battant) lorsque la vanne à secteur inférieure est soulevée, ou bien par le dessus en déversoir, lorsque la vanne supérieure à volet est abaissée.

## Estimation du débit
Le barrage est en mesure de permettre un écoulement sous les vannes à secteur (écoulement à battant), avec une cote hydrométrique de 3 m, un débit de 500 m3/s, correspondant à 100 m3/s pour chaque lumière. À l’occasion de grandes crues les vannes peuvent être soulevées entièrement pour établir le libre écoulement.